# 上野 (豊川市)
上野（うえの）は、愛知県豊川市の町名である。現行行政地名は上野一丁目から上野四丁目。

## 地理
豊川市のやや北に位置し、東名豊川ICの直ぐ北に位置する。主に住宅地が形成され、4個の丁目を持つ。北は一宮町（宮前）、西は麻生田町（大荒子、中荒子）、本野ケ原4丁目、豊ケ丘町、東は橋尾町、南は麻生田町（窪美、前通）に接する。

## 歴史
宝飯郡麻生田村の一部を前身とする。町名地番変更に際し変更前の各町にあった小字は廃された。

### 沿革
- 1987年（昭和62年）10月10日 - 麻生田町（野中・中荒子）の一部より、上野1丁目が成立[1]。
- 1988年（昭和63年）3月19日 - 麻生田町（為京・川添・川原・中川原・島・岸・川原田）および宝飯郡一宮町大字橋尾[注釈 1]の各一部より、上野4丁目が成立[1]。
- 1989年（平成元年）2月20日 - 麻生田町（前通・窪美・山ノ神・中通・為京・岸・深井）の一部より、上野2〜3丁目が成立[1]。

## 世帯数と人口
2019年（平成31年）3月31日現在の世帯数と人口は以下の通りである。
| 町丁 | 世帯数  | 人口    |
| ---- | ------- | ------- |
| 上野 | 503世帯 | 1,099人 |

### 人口の変遷
国勢調査による人口の推移
| 1995年（平成7年）  | 846人   | [ 6 ]  |  |
| 2000年（平成12年） | 928人   | [ 7 ]  |  |
| 2005年（平成17年） | 978人   | [ 8 ]  |  |
| 2010年（平成22年） | 1,117人 | [ 9 ]  |  |
| 2015年（平成27年） | 1,139人 | [ 10 ] |  |

## 学区
市立小・中学校に通う場合、学区は以下の通りとなる。また、公立高等学校全日制普通科に通う場合の学区は以下の通りとなる。
| 丁目       | 番・番地等 | 小学校             | 中学校             | 高等学校 |
| ---------- | ---------- | ------------------ | ------------------ | -------- |
| 上野一丁目 | 全域       | 豊川市立東部小学校 | 豊川市立東部中学校 | 三河学区 |
| 上野二丁目 | 全域       | 豊川市立東部小学校 | 豊川市立東部中学校 | 三河学区 |
| 上野三丁目 | 全域       | 豊川市立東部小学校 | 豊川市立東部中学校 | 三河学区 |
| 上野四丁目 | 全域       | 豊川市立東部小学校 | 豊川市立東部中学校 | 三河学区 |

## 施設
- ユタカ豊川自動車学校
- 上野公民館
- 西光寺
- 秋葉神社
- 上野公園
- 上野中どおり公園

## 交通

### 鉄道
- 東海旅客鉄道（JR東海）飯田線
  - 通過のみ。最寄駅は三河一宮駅

### バス
- 豊鉄バス 新豊線 上野バス停。

### 道路
- 国道151号

## その他

### 日本郵便
- 郵便番号 : 442-0801[4]（集配局：豊川郵便局[13]）。

## 参考資料
- 「角川日本地名大辞典」編纂委員会 編『角川日本地名大辞典 23 愛知県』角川書店、1989年3月8日。ISBN 4-04-001230-5。
- 有限会社平凡社地方資料センター 編『日本歴史地名体系第23巻 愛知県の地名』平凡社、1981年。ISBN 4-582-49023-9。
- 新編豊川市史編集委員会 編『新編豊川市史 第八巻 資料編 現代』2002年。